# Crème Ninon

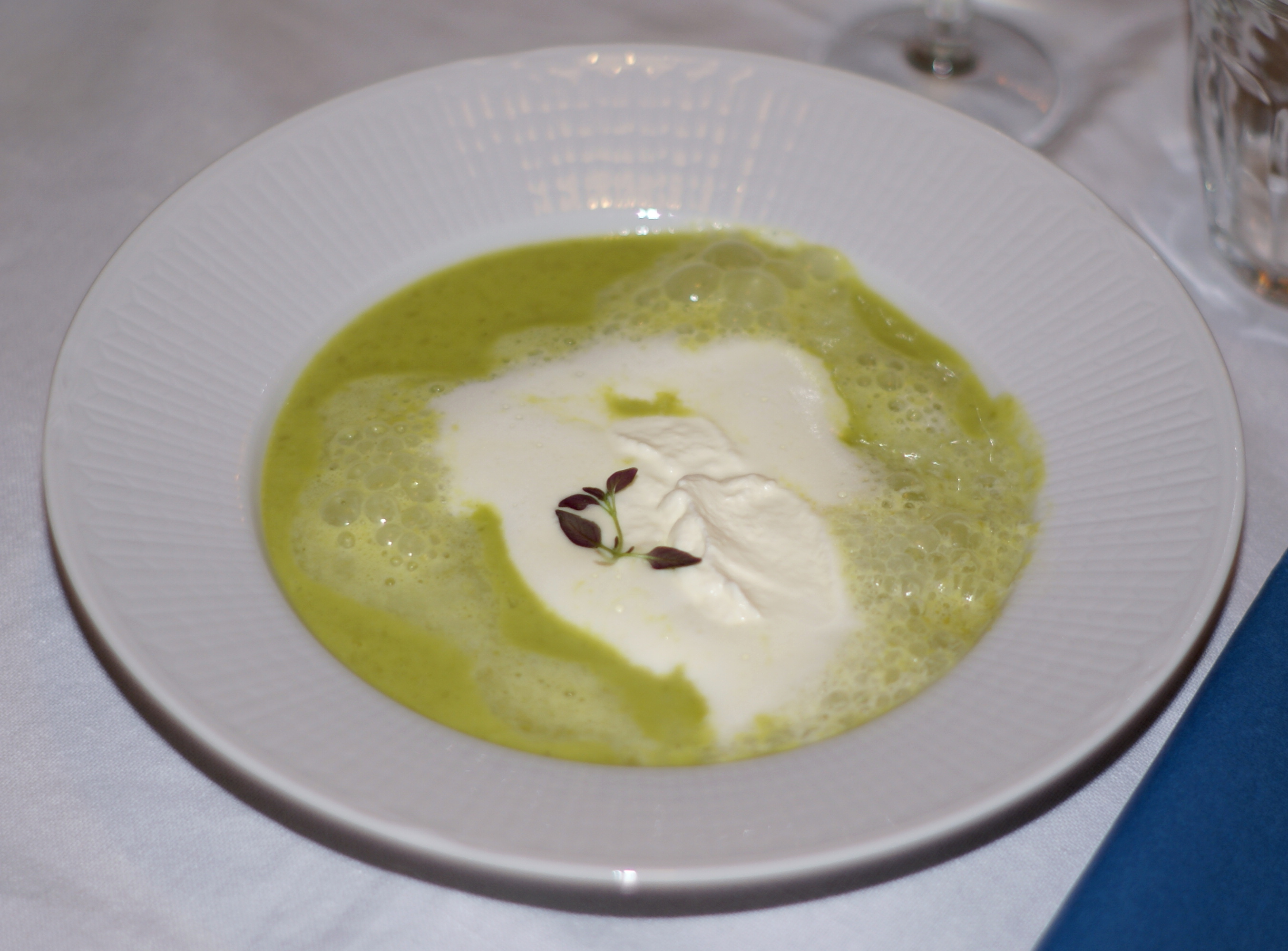
En portion Crème Ninon

Crème Ninon är en exklusiv soppa baserad på gröna ärtor och torr champagne (eller torrt vitt vin/matlagningsvin). 
Soppan var en av Tore Wretmans klassiker, och han skrev: "Namnet har denna soppa av någon anledning som jag inte känner till fått av 1600-talskurtisanen Ninon de Lenclos. Kanske det var för att symbolisera dess lätthet, finess och nästan omoraliska lyxighet." 
Basen är en grön ärtpuré som blandas ut med en kraftig buljong. Enligt Wretman smaksätts den med citron och en aning torr sherry förutom salt och peppar. Som sista åtgärd före serveringen förses varje portion med lite vispad grädde och en skvätt champagne. Wretman nämner även att soppan var en exklusiv soppspecialitet på Operakällaren under Waldemar Ekegårdh.